# بلاجية الطرسوسية
 القديسة بيلاجية الطرسوسية ( باليونانية Πελαγία ؛ و.   أوائل القرن الرابع) ، تعرف باسم القديسة بيلاجية الطرسوسية و القديسة بيلاجية الشهيدة الطرسوسية ( باليونانية Πελαγία ἡ Μάρτυς ) ، هي قديسة شهيدة مسيحية عاشت في طرسوس في كيليكيا (جنوب شرق آسيا الصغرى ) في عهد الإمبراطور الروماني دقلديانوس . تحتفل الكنيسة اليونانية بـعيدها في الـ8 أكتوبر، بالاشتراك مع القديسة   بيلاجية العذراء الشهيدة والقديسة بيلاجية التائبة  و كلا هاتين القديستين من أنطاكية وواحدة منهما أو كليهما من المحتمل أن تكون قصتها على غرار الأخري مع بعض الأختلاط. و بينما تحتفل الكنيسة الكاثوليكية الرومانية ، بعيدها في الـ 4 من مايو كل عام. 

## القصة
وفقًا للمصادر التي ذكرت قصتها إنها فتاة جميلة جدًا من طرسوس، نشأت على يديْ مربية مسيحية، وكان والداها وثنيين، تقدم لها أحد أبناء الأشراف ليتزوجها (قال البعض أنه ابن دقلديانوس نفسه أو أحد أقربائه)، فطلبت من والديها أن يسمحا لها بزيارة مربيتها القديمة قبل أن ترتبك بأمر زواجها.
التقت بيلاجيا بمربيتها حيث أعلنت لها أنها قد تأثرت جدًا بتصرفات المسيحيين أثناء عذاباتهم واستشهادهم، وسألتها أن ترشدها إلى الحق. أعلنت المربية لها أسرار الإيمان، وإذ وجدت قلبها ملتهبًا بحب المخلص، أخبرت الأسقف كلينو Clino، فقام بتعميدها وناولها من الأسرار المقدسة.
عادت الفتاة إلى أهلها لتعلن إيمانها الجديد بالسيد المسيح وترفض الزواج، وإذ سمع خطيبها انتحر، أما والدتها فاغتاظت لهذا التصرف وامتلأت حقدًا على ابنتها، فوشت بها لدى الإمبراطور لعله يستطيع أن يؤدبها ويرجعها إلى عقلها ولو بقسوة وعنف.
استدعاها الإمبراطور لقصره في روما وإذ رأى جمالها الفائق، فعوض معاقبتها التهب قلبه بحبها وصار يلاطفها معلنًا شوقه للزواج منها. أما هي فكان قلبها قد ارتبط بحب السماويات وكانت متشبثة بالمسيح ولدرجة أنها رفضت كل غنى وشهوات الجسد لذا رفضت الزواج كما أعلنت مسيحيتها بشجاعة أمامه واصفة الإمبراطور بالجنون.

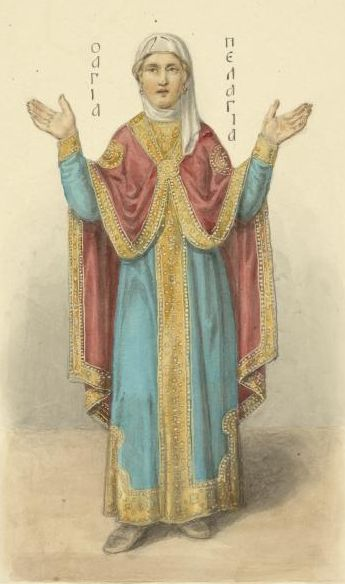
أيقونة القديسة بلاجية الشهيدة الطرسوسية في كاتدرائية القديسة صوفيا في كييف رسم فيودور سولنتسيف ، 1869

فتحولت محبة الإمبراطور لها إلى كراهية شديدة ورغبة في إذلالها، إذ حسب رفضها الزواج منه إهانة وإذلال، كما حسب الشهادة للسيد المسيح عداوة شخصية له، لذا أمر بربطها بثور من النحاس يوُضع على النار حتى يتم احترق جسمها، وعاد فطرحها وهي محترقة بالنار وخرج من جسدها المتفحم رائحة مر ذكية و امر الإمبراطور أن يتم أرسال أربعة أسود لكي تأكل ما تبقي من عظامها، لكن بدلاً من ذلك قاموا بحماية عظامها من النسور والغربان فالأسود المفترسة تتحول عن طبعها الوحشي، وتبقى حارسة لها، لتعلن أن البشرية الجاحدة أكثر عنفًا من الحيوانات المفترسة.
حتي جاء الأب الأسقف وأخذ جسدها المقدس بالرب ودفنها بإكرام عظيم في جبل بالقرب من المدينة.

و لما تملك الملك البار قسنطين أمر ان تبني كنيسة في الموضع الذي نالت فيه القديسة أكليل الشهادة علي اسمها.

## الاختلافات حول صحة هذه القصة
ذكرت هذه القصة في القليل من المصاردر التاريخية، حيث كان لدى دقلديانوس ابنة تدعي فاليريا ولكن ليس لديه أبناء - وهي حقيقة ذات أهمية كبيرة لتاريخ لعهده. ومع ذلك، قام بالفعل بالاضطهاد المكثف ضد المسيحيين في التاريخ الروماني، حيث تم إحراق العديد من المسيحين أحياء في عهده. وهكذا وربما كانت بيلاجية شهيدًة في ذلك الوقت، حتى لو كانت في ظروف مختلفة عن تلك التي تم سردها في القصة السابقة. [بحاجة لمصدر] و علي الأرجح، ربما اختلطت مع قصة الشهيدة بيلاجيا العذراء الأنطاكية في طرسوس وإعطائها بيئة محلية في مرحلة ما. 

### اقتباسات
1. ↑  Greek السنكسار.
2. ↑  Saint Pelagia of Tarsus. Retrieved 02/07/2010. نسخة محفوظة 22 أكتوبر 2018 على موقع واي باك مشين.
3. 1 2  Kirsch (1911).
4. ↑  "الشهيدة بيلاجيا الطرسوسية | St-Takla.org". st-takla.org. مؤرشف من الأصل في 2020-01-26. اطلع عليه بتاريخ 2020-03-22.

### قائمة المراجع
- Kirsch، Johann Peter (1911)، "Pelagia" ، في Herbermann؛ Pace، Edward A.؛ Pallen، Condé B.؛ Shahan، Thomas J.؛ Wynne، John J. (المحررون)، Catholic Encyclopedia: An International Work of Reference on the Constitution, Doctrine, Discipline, and History of the Catholic Church, Vol. 11، New York: Robert Appleton Co.